# Кимонов мир

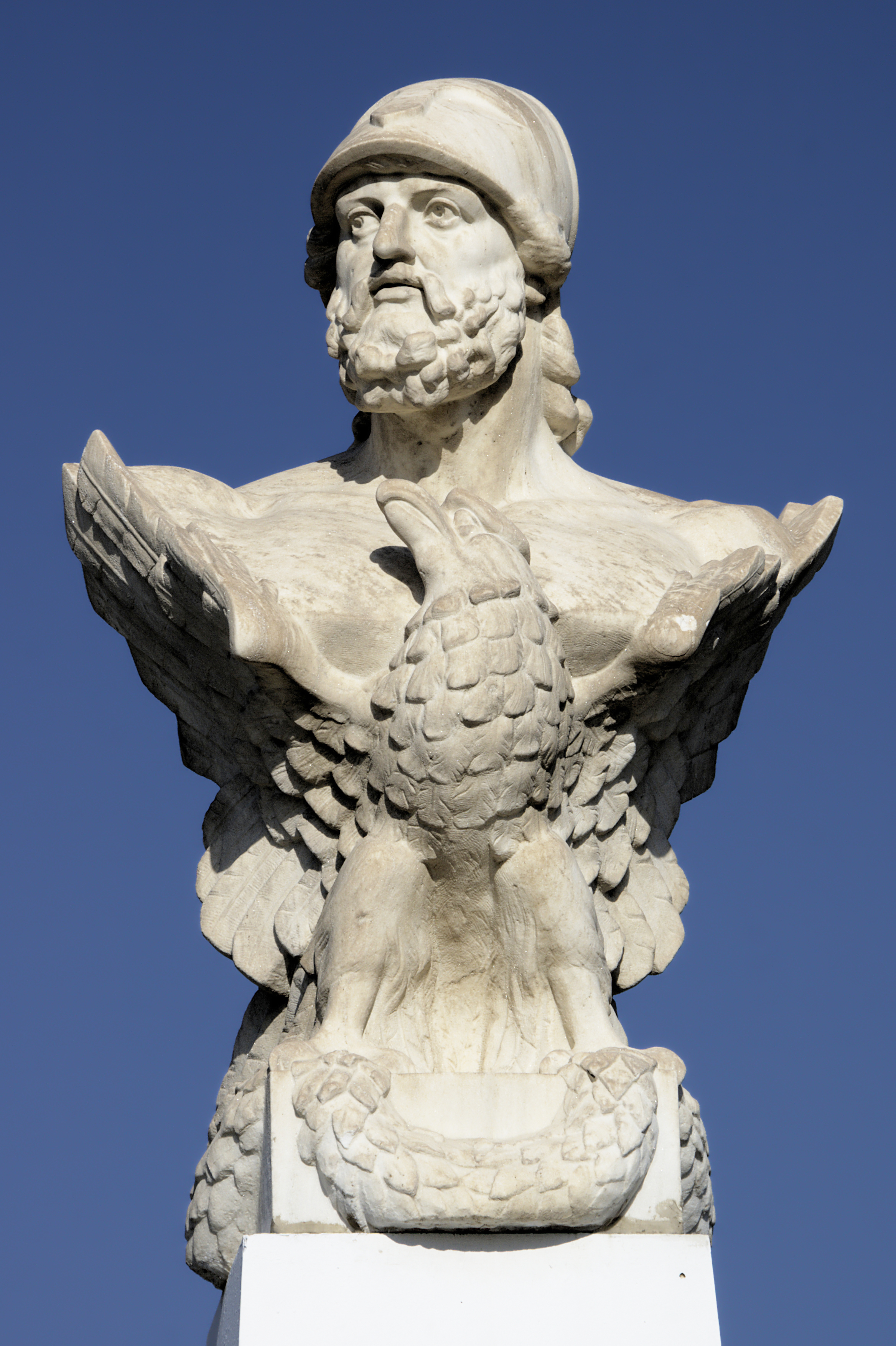
Бюст Кимона на Кипре

Кимонов мир — мирный договор между Афинами и Персией, заключённый в ходе греко-персидских войн. Предположительно, заключён после битвы при Эвримедонте, произошедшей в 469 или 466 году до н. э. Договор назван по имени влиятельного афинского политика Кимона.
В 469 или 466 году до н. э. персы начали собирать большую армию и флот для крупного наступления против греков. Сбор проводился возле Эвримедонта. Не исключено, что своей целью персы ставили захват один за одним греческих городов вдоль побережья Малой Азии и возврат азиатских областей, подчинённых грекам, под свою власть, с тем, чтобы организовать там базы для своих военно-морских сил, из которых персы могли бы начинать экспедиции в Эгейское море. Узнав о приготовлениях персов, афинский полководец Кимон собрал 200 триер и отплыл в Фаселиду в Памфилии, которая присоединилась к Делосскому союзу. Фактически, это разрушило персидские планы на первом же этапе.
Затем Кимон организовал наступление, чтобы неожиданно напасть на персидское войско у Эвримедонта. Подплыв к устью реки, он быстро разгромил персидский флот, который находился там. Большая часть персидского флота причалила к суше, и моряки бежали в лагерь персидской армии. После этого Кимон высадился с греческой пехотой и продолжил атаковать персидскую армию, которая также была разгромлена. Греки захватили вражеский лагерь, взяв много пленных, и смогли уничтожить 200 выброшенных на берег персидских трирем. Разгромное двойное поражение деморализовало персов, и они были вынуждены искать мира.
Точная датировка мирного договора неизвестна. Условия договора, вероятно, сохраняли существующее положения. Война между Афинами и Персией возобновилась в 460 году до н. э., когда афиняне отправили армию на помощь восставшим египтянам. Эту войну завершил более долговечный Каллиев мир, заключённый в 449 году до н. э.